# Arctostaphylos stanfordiana
Arctostaphylos stanfordiana är en ljungväxtart. Arctostaphylos stanfordiana ingår i släktet mjölonsläktet, och familjen ljungväxter.

## Underarter
Arten delas in i följande underarter:
- A. s. decumbens
- A. s. raichei
- A. s. stanfordiana